# Lycée Nelson-Mandela (Nantes)
Pour les articles homonymes, voir Lycée Nelson-Mandela.
Le lycée Nelson-Mandela (« lycée Île de Nantes » jusqu'en décembre 2014) est un établissement français d'enseignement secondaire (professionnel, général et technologique) et tertiaire situé à Nantes (Loire-Atlantique). Il est le seul lycée du quartier de l'île de Nantes. Son inauguration a eu lieu le 5 septembre 2014, soit trois jours après sa mise en service.
Il dépend administrativement de l'Académie de Nantes et des Pays de la Loire.

## Dénomination
Le nom de Nelson Mandela a été attribué le 15 décembre 2014, par la commission permanente du Conseil régional des Pays de la Loire sur proposition du président de cette assemblée Jacques Auxiette, en accord avec le maire de Nantes et l'ambassade d'Afrique du Sud en France,.

## Localisation
L'entrée principale de l'établissement se situe rue Pierre-Vidal-Naquet qui est reliée à la rue Gaëtan-Rondeau par une allée d'une centaine de mètres située entre le jardin des Cinq Sens (totalement réaménagé) et le Conservatoire à rayonnement régional de Nantes. Mais le bâtiment en lui-même fut construit sur la partie sud des terrains du stade Michel-Lecointre, entre la rue Célestin-Freinet et le boulevard Alexandre-Millerand.

## Historique
La décision de construire un établissement mettant l'accent sur le développement des langues étrangères, tout en offrant un enseignement général et des formations technologiques tertiaires de haut niveau, a été prise au conseil régional des Pays de la Loire au début de l'année 2010. L'opération globale (coût de construction du lycée et aménagement des abords) est revenue à 77,5 millions d'euros, dont 63,72 pour le seul lycée.
La première pierre a été posée le 17 janvier 2013, par Jacques Auxiette, Président du conseil régional, en présence de William Marois, Recteur de l’académie de Nantes.
Les travaux ont pris fin pour accueillir à la rentrée 2014 1 600 élèves
, la plupart venant des lycées Vial (834 élèves en 2010-2011) et Leloup-Bouhier (243 élèves en 2010-2011), ainsi que 110 enseignants. Les deux anciens établissements ont été fermés et devraient trouver une nouvelle affectation.
Les effectifs à la rentrée 2014 se répartissent entre 1 050 élèves en formations pré-bac (Seconde, Première et Terminale générale, technologique, et professionnelle tertiaire) et 550 étudiants en formations post-bac (4 sections de BTS, une classe préparatoire aux grandes écoles et une section préparatoire au Diplôme de comptabilité et de gestion). Le lycée accueille une section internationale américaine ainsi que des classes bi-nationales permettant de passer un double baccalauréat (Bachibac franco-espagnol et Abibac franco-allemand).

## Architecture
Bâti sur un terrain de 35 000 m2, ce bâtiment à énergie positive de 26 900 m2 de SHON, conçu par l'architecte parisien François Leclercq, est essentiellement à ossature bois.
Les salles de cours, les salles des professeurs, les bureaux de l’administration, la maison des lycéens et le Centre de Documentation et d'Information (CDI) s'articulent autour d'une rue centrale recouverte par une verrière et d'un vaste forum, lieu de rencontres au centre du projet.
Un amphithéâtre permet également d'accueillir les répétitions de l’ONPL, et une synergie avec le Conservatoire régional de musique attenant.
L'établissement dispose aussi d'équipements sportifs : un double gymnase (comprenant un mur d'escalade) est accessible aux clubs et associations du quartier en dehors des périodes d'usage du lycée, et les installations du stade Lecointre ont été conservées en l’état.
Une résidence d’hébergement de 165 lits destinée aux élèves intègre notamment 20 chambres individuelles accessibles aux personnes handicapées, ainsi qu'un restaurant pour 1 000 rationnaires (de type self, auquel s'ajoute une saladerie, pour un total d'environ 1 150 repas/jour), complètent l'équipement.

## Classement

### Classement du Lycée
Le lycée n'ayant accueilli sa première promotion d'élèves de terminales qu'au cours de l'année scolaire 2016-2017, il n'existe pas à ce jour de classements du lycée aux épreuves du baccalauréat.

### Classement de la CPGE
La classe préparatoire ECE du lycée obtient de bons résultats aux concours des écoles de commerce.
Elle est dix-huitième au Classement des meilleures classes préparatoires aux écoles de commerce option éco de la revue Challenges, sixième au Classement Admissibles HEC et dixième au Classement Admis HEC de Major Prépa,.
En 2018, elle est la onzième classe préparatoire ECE de France au classement de L'Étudiant en termes d'admission à HEC
Elle est en outre la classe préparatoire ECE avec les meilleurs résultats de l'Académie de Nantes.

## Pour approfondir